# Кринос
Кринос (грч. Κρίνος) је насељено место у општини Сер у периферији Средишња Македонија, Грчка. Према попису из 2021. године било је 20 становника.
Кринос је подигнут 1924. године на месту старијег читлучког насеља Заба (Замба). Насељене су 22 грчке избегличке породице, којих је на попису из 1928. било 126.